# I koncert fortepianowy Chopina
I Koncert fortepianowy e-moll op. 11 – koncert na fortepian z towarzyszeniem orkiestry symfonicznej w tonacji e-moll, skomponowany przez Fryderyka Chopina w 1830 roku.

## Historia
Pierwsze wykonanie miało miejsce 11 października 1830 r. w Warszawie. Paryska premiera miała miejsce w 1832 – publiczność była zachwycona.
Koncert jest faktycznie drugim koncertem kompozytora – wbrew numeracji opusowej to właśnie II Koncert fortepianowy f-moll op. 21 napisany został jako pierwszy. Badacze uważają, że Koncert e-moll jest dojrzalszy od chronologicznie pierwszego.

## Skład instrumentów
Koncert został napisany na:
- fortepian solo,
- 2 flety
- 2 oboje,
- 2 klarnety,
- fagot,
- 4 waltornie,
- 2 trąbki,
- smyczki:
  - skrzypce I
  - skrzypce II
  - altówki
  - wiolonczele
  - kontrabasy
- puzon tenorowy,
- kotły.

## Części koncertu
1. Allegro maestoso
2. Larghetto
3. Rondo – Vivace